# Okopi (Ternópil)
Okopi (en ucraniano: Окопи) es una población ucraniana situada en el distrito de Borshchiv, en la provincia de Ternópil, y tiene sus orígenes en una fortaleza polaca construida en el punto de encuentro entre los ríos Zbruch y Dniéster. La aldea tenía una población estimada de 557 personas en el año 2005.  
La fortaleza y la población vecina, fueron construidas en 1692 por Stanislaw Jan Jablonowski, Gran Hetman de la Corona. El lugar fue elegido por el rey Jan III Sobieski de Polonia, como una medida para detener un posible ataque desde las fortalezas turcas cercanas de Kamianets-Podilski, a unos 20 kilómetros de distancia, y Chocim, a 8 kilómetros. La fortaleza fue ampliada por Tilman de Gameren, uno de los arquitectos polacos más notables de la época.
El lugar es una fortaleza natural: una pequeña franja de rocas elevadas unen los ríos Zbruch y Dniéster. Tylman de Gameren decidió construir una línea doble de fortificaciones (un auténtico bastión) con una puerta que conduce hacia el este (la Puerta de Kamieniec) y otra hacia el oeste (la Puerta de Leópolis).
Las otras direcciones eran defendidas por torres, muros y acantilados naturales sobre las orillas del río, con muros que se extendían a lo largo de ambos lados del istmo en el borde de una pendiente pronunciada hacia el río.
La construcción de la fortaleza empezó bajo el mando del General de artillería y caballería Marcin Katski, y las obras se terminaron el mismo año. El pueblo cercano también fue fortificado. En 1693 Jan III Sobieski hizo construir una iglesia votiva en el complejo.
Israel ben Eliezer, más conocido como el Baal Shem Tov, un rabino y místico judío, fue el fundador del judaísmo jasídico. Ben Eliezer nació en Okopi en 1698. 
La fortaleza fue abandonada en 1699, cuando el resto de Podolia fue retornado a Polonia, y la fortaleza perdió su importancia estratégica como contrapeso ante Kamieniec Podolski. En 1769, la Confederación de Bar defendió la fortaleza contra las fuerzas armadas de Rusia. La defensa fue comandada por el futuro héroe de la Revolución Americana, Kazimierz Pulaski.
Después de la Partición de Polonia de 1772, la población y las ruinas de la fortaleza se convirtieron en el punto más oriental de la Galitzia austríaca. El pueblo cercano fue abandonado, y los habitantes del pueblo se refugiaron tras los muros de la fortaleza. La mayoría de las casas que se construyeron, se hicieron con las piedras que se habían usado anteriormente para construir los muros defensivos.
Las partes remanentes de la fortaleza (ambas puertas, uno de los fortines, las ruinas de la Iglesia de la Santísima Trinidad, y parte de los muros, fueron parcialmente restauradas en 1905 por el conde Mieczyslaw Dunin-Borkowski.
Después de la guerra entre polacos y bolcheviques en 1920, el lugar pasó a formar parte de Polonia, en concreto del distrito de Tarnopol, ubicado cerca de la frontera polaca con la antigua Unión Soviética y con el Reino de Rumanía. El batallón número 14 del cuerpo defensivo de fronteras, estaba estacionado allí.
Durante el periodo de entreguerras, la aldea era conocida por sus bodegas de vino, y por sus huertos de melocotoneros (durazneros). La población se convirtió en un centro vacacional para los habitantes de las ciudades cercanas de Ternópil y Leópolis. 
Después de la Segunda Guerra Mundial, el lugar fue anexionado por la Unión Soviética. El pueblo fue renombrado "Okopi", y fue convertido en un koljós, la población pronto quedó deshabitada, como resultado de la emigración forzada de los ciudadanos polacos hacia Siberia. Las ruinas de la antigua fortaleza aún pueden se pueden encontrar en la parte más occidental del pueblo.